# مجلس مؤسسان پاکستان
مجلس مؤسسان پاکستان یا مجلس آیین ساز (بنگالی: পাকিস্তান গণপরিষদ; اردو:  آئین ساز اسمبلی، آوانگاری: Aāin Sāz Asimblī), نام مجلسی در پاکستان بود که قانون اساسی کشور و پارلمان آن را بنا نهاد.

## اولین دوره
نخستین نشست این مجلس ۱۱ اوت ۱۹۴۷، با موضوع پایان کار راج بریتانیا و استقلال پاکستان بر پا شد. همچنین محمد علی جناح تا زمان مرگش در ۱۱ سپتامبر ۱۹۴۸ رئیس‌جمهور ماند.